# Air Arabia
Air Arabia – emiracka tania linia lotnicza z siedzibą w Szardży w Zjednoczonych Emiratach Arabskich. Air Arabia jest członkiem Arab Air Carriers Organization. Została założona 3 lutego 2003, a rozpoczęła działalność 28 października 2003.
Agencja ratingowa Skytrax przyznała liniom trzy gwiazdki.

## Powiązania
W 2025 w skład Air Arabia Group wchodziło 5 przewoźników z krajów Bliskiego Wschodu. Łącznie grupa zarządzała flotą 88 samolotów:
- Air Arabia – założona w 2003, dysponuje flotą 50 samolotów
- Air Arabia Abu Dhabi – założona w 2019, dysponuje flotą 12 samolotów
- Air Arabia Egypt – założona w 2009, dysponuje flotą 4 samolotów
- Air Arabia Maroc – założona w 2009, dysponuje flotą 11 samolotów
- Fly Jinnah – założona w 2020, dysponuje flotą 6 samolotów

## Flota
Według stanu na czerwiec 2025 flota Air Arabia składała się z 50 samolotów o średnim wieku 10,3 lat:
| Samolot         | Samolot | Samolot   | Liczba miejsc | Liczba miejsc | Uwagi |
| Model           | Aktywne | Zamówione | E             | Łącznie       | Uwagi |
| --------------- | ------- | --------- | ------------- | ------------- | ----- |
| Airbus A320-200 | 41      | –         | 174           | 174           |       |
| Airbus A321-200 | 3       | –         | 216           | 216           |       |
| Airbus A321neo  | 6       | –         | 216           | 216           |       |
| Łącznie         | 50      | 0         |               |               |       |